# Odinani

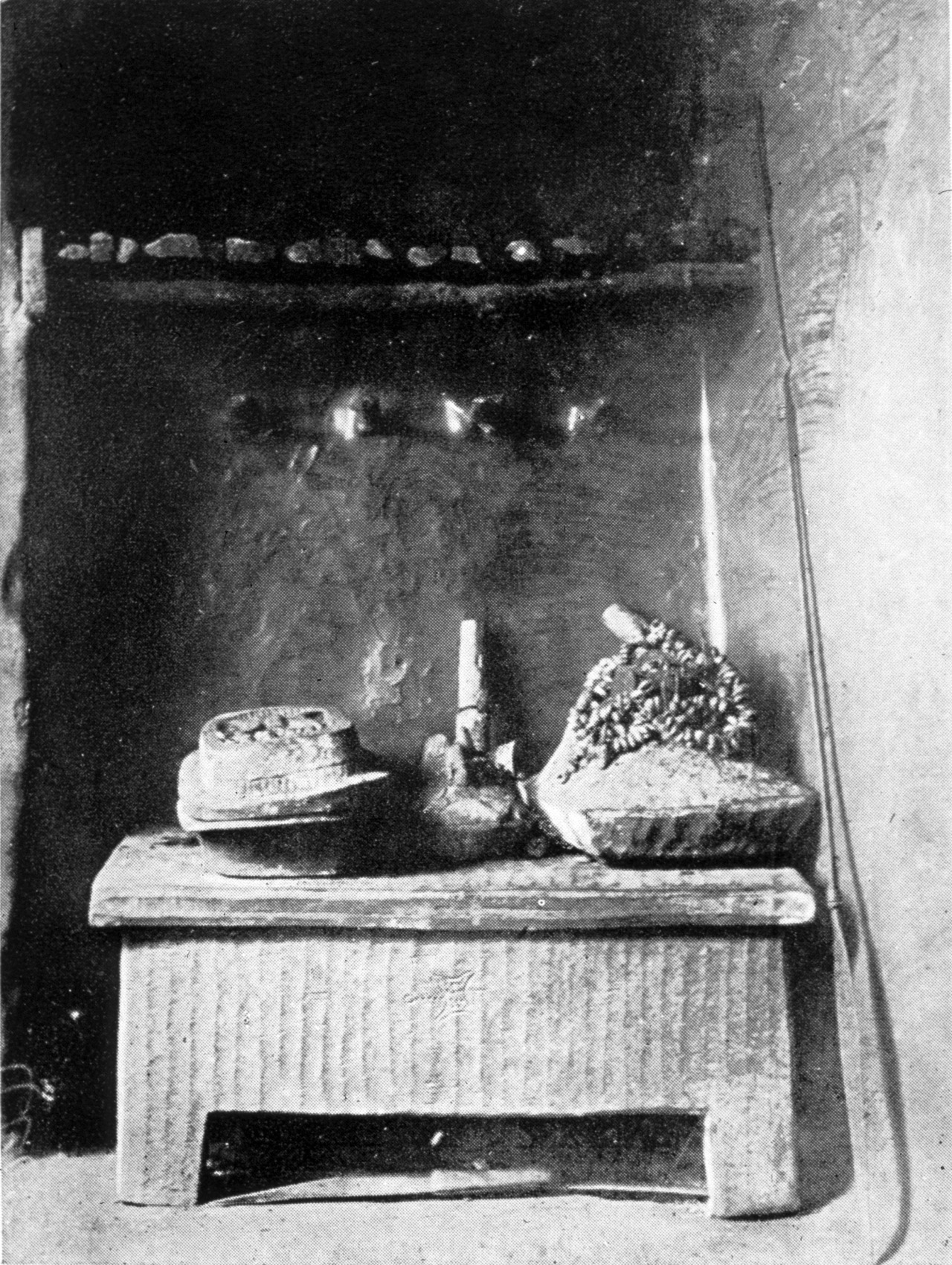
"Culto a los antepasados Nze, Ofo e Ikenga (Onica Olona)"

Odinani (o Odi[n]anyi) es el nombre de las creencias religiosas tradicionales y prácticas de la población Igbo de África occidental. Odinani es una fe monoteísta, con Chukwu ( "gran espíritu"), que, según la mitología creó el mundo y todo lo que contiene, como el dios supremo se asocia con todas las cosas en la Tierra. Chukwu representa lo desconocido, infinitamente poderoso, indefinible, deidad absoluta que abarca todo en el espacio universal.
Las encarnaciones de Chukwu son llamadas Alusi. Alusi (también Arusi o Arushi) son deidades menores, cada uno con sus propios fines específicos. Muchos otros espíritus y los demonios existen en la creencia Odinani y el folclore.

## Chukwu
Chukwu es la deidad suprema en la creencia Odinani, Chukwu representa lo desconocido, infinitamente poderoso, indefinible, deidad suprema absoluta que abarca todo el espacio en sí mismo y en el universo en el tradicional sistema de creencias espirituales Igbo y en su mitología. Los estudios lingüísticos de la lengua Igbo sugiere que el nombre de "Chukwu" es un acrónimo de las palabras Igbo "Chi" ( "espiritual") y "Ukwu" ( "gran tamaño"). En el panteón Igbo, Chukwu es donde la fuente de otras deidades igbo originan y se les asignan tareas diferentes. El pueblo Igbo cree que todo proviene de Chukwu incluyendo las deidades que traen las lluvias necesarias para que las plantas crecen y se controle todo en la tierra y el mundo espiritual.

## Alusi
El Alusi, que también se conoce como la Arushi, son deidades menores en Odinani, cada uno de los cuales es responsable de un aspecto específico de la naturaleza o concepto abstracto.
En el actual Museo Británico se encuentra una escultura de madera de la deidad Igbo Ikenga.
Algunos de los dioses Alusi más notables son Igwekaala el dios del cielo, Amadioha el dios de los truenos y relámpagos, Ikenga el dios con cuernos de la fortuna y la industria, Ahobinagu el dios de los bosques, Aro el dios de la sentencia, Agwu el dios de la adivinación y la curación, Njoku Ji el dios de la Dioscorea y Ogbunabali el dios de la muerte.
Algunas de las diosas Alusis más notables son, Ahia Njoku la diosa de la Dioscorea, Anyanwu la diosa del sol (una deidad solar), Ani la diosa de la fertilidad de la tierra y Idemmili la diosa madre del río Idemili.
Los Alusi también rigen las cuatro direcciones del cielo, Eke del este, Orie del oeste, Afo del norte y Nkwo del sur.

## Ekwensu
Ekwensu se cree que es la fuerza de las pruebas de Chukwu en la mitología igbo y es también la palabra Igbo para el Analizador.

## Moralidad
El pueblo Igbo cree en el concepto de Ofo y Ogú, que es como la ley de justicia retributiva. Se cree que Ofo y Ogu reivindicarán a cualquier persona que es acusada injustamente de un delito siempre y cuando no haya cometido delitos en su vida. Es sólo el que está en el lado de Ogu-na-Ofo que pueden llamar su nombre en la oración. De lo contrario esa persona se enfrentará a la ira de Amadioha (el dios de los truenos y relámpagos).

## Chi
En el Odinani, el pueblo igbo cree que cada persona tiene su propio asistente personal y espiritual o tutor llamada Chi, nombrado antes y en el momento de su nacimiento y permanece con ellos para el resto de su vida en la Tierra. Una persona Chi es la personificación del destino del individuo, que es acreditado por los éxitos en la vida de esa persona, las desgracias y los fracasos. En la mitología Odinani creen que su éxito en la vida está determinada por su Chi, y que ningún hombre puede elevarse más allá de la grandeza de su propio chi.

## Espíritus menores
La mitología Odinani también contiene varios espíritus menores. Entre ellos están:
- Mbatuku: el espíritu de la riqueza
- Ikoro: espíritu tambor
- Ekwu: el espíritu del corazón o el espíritu de la casa
- Miri Imo: el espíritu del río
- Okwara-AFO: para las personas Nkwerre en el estado de Imo es el dios de las actividades mercantiles
- Aju-mmiri: diosa del mar en Nkwerre es la diosa de la prosperidad, la fertilidad y el bienestar general.
- Ogbuide: diosa del agua asociados con el pueblo Oguta.
- Urashi y Enyija: dioses del río
- Ezenwaanyi / Owummiri: Mujer Espíritu del Agua, Sirena, Seductora

## Ogbanje
Un Ogbanje (o Obanje) se creía que era un espíritu malo que deliberadamente se plaga de una familia con la desgracia. Se creía que, al nacer por la madre, bajo una cierta cantidad de tiempo (generalmente no pasa la pubertad), el Ogbanje deliberadamente moría y luego volvía y repetía el ciclo, causando el dolor de la familia. La circuncisión femenina a veces se practica para deshacerse del espíritu maligno, mientras que para encontrar a los malos espíritus iyi-uwa, que han excavado en algún lugar secreto, garantizaría al Ogbanje la desgracia de la familia de nuevo. El iyi-uwa es la manera de que el Ogbanje vuelva al mundo y también una manera de encontrar a su familia específica.

## Prácticas
Culto
Los Igbo a menudo hacen altares de arcilla y santuarios a sus deidades, por lo general con las cifras que aparecen en ellos. Normalmente, sólo a los hombres se les permite hacer figuras de representación, sin embargo, hay excepciones.